# Utterudden
Utterudden är en udde i Finland. Den ligger i Borgå i landskapet Nyland, i den södra delen av landet, 40 km öster om huvudstaden Helsingfors.
Terrängen inåt land är platt. Havet är nära Utterudden söderut.  Närmaste större samhälle är Borgå, 12,9 km norr om Utterudden. I omgivningarna runt Utterudden växer i huvudsak blandskog.